# Anette Röttger

Anette Röttger (2017)

Anette Röttger (* 13. März 1964 in Kellinghusen) ist eine deutsche Politikerin der CDU. Sie zog 2017 und 2022 jeweils als Nachrückerin in den Schleswig-Holsteinischen Landtag ein.

## Leben und Beruf
Anette Röttger legte 1983 das Abitur an der Auguste Viktoria-Schule (Itzehoe) ab. Sie studierte von 1983 bis 1988 Ökotrophologie an der Christian-Albrechts-Universität zu Kiel mit dem Abschluss Diplom-Ökotrophologin. Von 1988 bis 1993 übte sie Lehr- und Beratungstätigkeiten an der Landwirtschaftskammer Schleswig-Holstein aus und absolvierte parallel von 1990 bis 1992 ihr Referendariat im Landwirtschaftsministerium, das sie mit einem Zweiten Staatsexamen für den höheren landwirtschaftlichen Schul- und Verwaltungsdienst abschloss. Seit 1993 lebt und arbeitet Anette Röttger im landwirtschaftlichen Betrieb der Familie im Lübecker Ortsteil Beidendorf.
Röttger ist verheiratet und Mutter von drei erwachsenen Söhnen. Sie ist evangelischer Konfession.

## Ehrenamt
Anette Röttger ist seit 1995 im Vorstand des Landfrauenvereins für Lübeck und Umgebung engagiert und war von 2005 bis 2017 dessen Vorsitzende. Von 2012 bis 2018 war sie Kreisvorsitzende der Lübecker CDU und Mitglied des CDU-Landesvorstandes.
Im März 2021 wurde Röttger zur Vorsitzenden des Evangelischen Arbeitskreises der CDU Schleswig-Holsteins gewählt und im März 2025 im  Amt bestätigt.

## Mandate
Zwischen 2008 und 2018 gehörte sie der Lübecker Bürgerschaft an und fungierte als schulpolitische Sprecherin der CDU-Bürgerschaftsfraktion. Zur Kommunalwahl 2018 trat sie nicht mehr an.
Bei der Landtagswahl in Schleswig-Holstein 2017 kandidierte sie im Wahlkreis 33 Lübeck-Süd und unterlag als Direktkandidatin mit 30,3 % dem SPD-Kandidaten Wolfgang Baasch (36,4 %). Am 20. September 2017 rückte sie für den verstorbenen Abgeordneten Axel Bernstein über die Landesliste nach. Röttger war kultur-, hochschul- und verbraucherschutzpolitische Sprecherin der CDU-Fraktion.
Bei der Landtagswahl in Schleswig-Holstein 2022 kandidierte sie erneut im Wahlkreis Lübeck-Süd, unterlag jedoch mit 27,9 Prozent der Erststimmen Jasper Balke (Bündnis 90/Die Grünen), der mit 34,4 Prozent direkt gewählt wurde. Auf der Landesliste ihrer Partei stand sie auf Platz 8, der zunächst nicht für einen Wiedereinzug in das Landesparlament reichte.
Nach der Bildung des Kabinetts Günther II und der Berufung von drei CDU-Abgeordneten auf Ämter als Staatssekretäre oder Bevollmächtigte in der Landesregierung rückte sie am 30. Juni 2022 über die Landesliste nach. Sie ist Mitglied des Bildungsausschusses und stellvertretendes Mitglied des Umwelt-, Agrar- und Digitalisierungsausschusses.